# Botanophila stenocerca
Botanophila stenocerca este o specie de muște din genul Botanophila, familia Anthomyiidae, descrisă de Zheng și Fan în anul 1990.
Este endemică în Qinghai. Conform Catalogue of Life specia Botanophila stenocerca nu are subspecii cunoscute.